# Curtis Axel
Joseph Curtis Hennig (Champlin, 1º ottobre 1979) è un wrestler statunitense.
Hennig è noto per i suoi lunghi trascorsi in WWE, dove ha debuttato nel 2010 unendosi al Nexus con il ring name Michael McGillicutty. In precedenza ha lottato nel territorio di sviluppo della Florida Championship Wrestling e ha fatto parte della seconda stagione di NXT. Hennig ha conquistato il WWE Tag Team Championship con David Otunga come membro del New Nexus. A partire dal 20 maggio 2013, Hennig è tornato nel main roster come Curtis Axel per rendere omaggio al padre Curt Hennig e al nonno Larry "The Axe" Hennig. Sotto la gestione di Paul Heyman è riuscito a vincere l'Intercontinental Championship, per poi perderlo appena finì la sua collaborazione con Heyman. Nel 2018 ha conquistato il Raw Tag Team Championship per la seconda volta con Bo Dallas.

## Carriera

### World League Wrestling (2007–2008)
Hennig ha fatto il suo debutto il 13 luglio 2007 a Waterloo, in Iowa per la World League Wrestling (WLW) in coppia con Ted DiBiase per sconfiggere Dinn T. Moore e Branden Tatum per squalifica.

### World Wrestling Entertainment (2007–2022)

#### Florida Championship Wrestling (2007–2010)
Il 31 marzo 2007, Hennig insieme alla madre, i fratelli, e il nonno, rappresenta il padre "Mr. Perfect" Curt Hennig alla sua introduzione nella WWE Hall of Fame accettando il premio a suo nome. Il 26 ottobre 2007 a SmackDown perde un dark match in coppia con Steve Fender contro Jesse e Festus. Hennig firma un contratto di sviluppo con la WWE e viene mandato in FCW. L'11 settembre 2008, Hennig e Heath Slater conquistano l'FCW Florida Tag Team Championship a scapito di Nick Nemeth e Gavin Spears. Il 30 ottobre, Hennig e Slater perdono i Tag Team Championships in favore della Hart Dynasty formata da (DH Smith e Tyson Kidd). Il 20 novembre 2008, Hennig sfida Sheamus O'Shaunessy per l'FCW Florida Heavyweight Championship, ma il match finisce in doppia squalifica. Il rematch finisce nuovamente in squalifica. Hennig partecipa l'11 dicembre 2008 al Fatal Four Way match per l'Heavyweight Title, ma a spuntarla è Eric Escobar. Hennig sconfigge Escobar il 26 febbraio e vince l'FCW Florida Heavyweight Championship, ma protagonista di un grave infortunio è costretto a restituire la cintura che viene resa vacante.
Dopo aver recuperato dall'infortunio, Hennig fa il suo ritorno a fine giugno 2009 formando un tag team con Brett DiBiase conosciuto come The Fortunate Sons. Essi vincono l'FCW Florida Tag Team Championship sconfiggendo i Dudebusters il 14 gennaio 2010, ma perdono le cinture il 13 marzo contro Jey Uso e Jimmy Uso. L'8 aprile, in un'intervista, DiBiase incolpa Hennig per la perdita dei titoli; il match combattuto tra i due subito dopo termina in una doppia squalifica. Il 29 aprile, a un evento FCW, DiBiase affronta Hennig di nuovo, che subisce un infortunio al ginocchio e ciò fa terminare la loro rivalità. Il 15 luglio, con il nome di Michael McGullicutty, Hennig e in coppia con Kaval, Hennig vince i FCW Florida Tag Team Championship per la terza volta contro i Los Aviadores. Il seguente giorno però, il 16 luglio, i Los Aviadores riconquistano i titoli.

#### NXT (2010)
Il 1º giugno viene annunciato che Hennig sarà protagonista della seconda stagione di NXT, con Kofi Kingston come mentore. Fa il suo debutto in WWE  l'8 giugno a NXT in coppia con il suo pro, sconfiggendo Lucky Cannon e Mark Henry. Alla prima votazione del 29 giugno, McGillicutty viene classificato terzo su otto partecipanti. Il 20 luglio conquista l'immunità all'eliminazione della puntata successiva. Nella votazione della puntata successiva viene classificato al primo posto. Il 3 agosto viene sconfitto da The Miz dopo 6 vittorie consecutive. Il 9 agosto, i sei esordienti rimasti compaiono a Raw per un 6-man tag team match e McGillicutty, in coppia con Husky Harris e Alex Riley, batte Kaval, Percy Watson e Lucky Cannon. Il rematch viene invece vinto dall'altra squadra con Kaval che schiena proprio McGillicutty. Nella votazione successiva, McGillicutty viene classificato al secondo posto.

#### The Nexus (2010–2011)

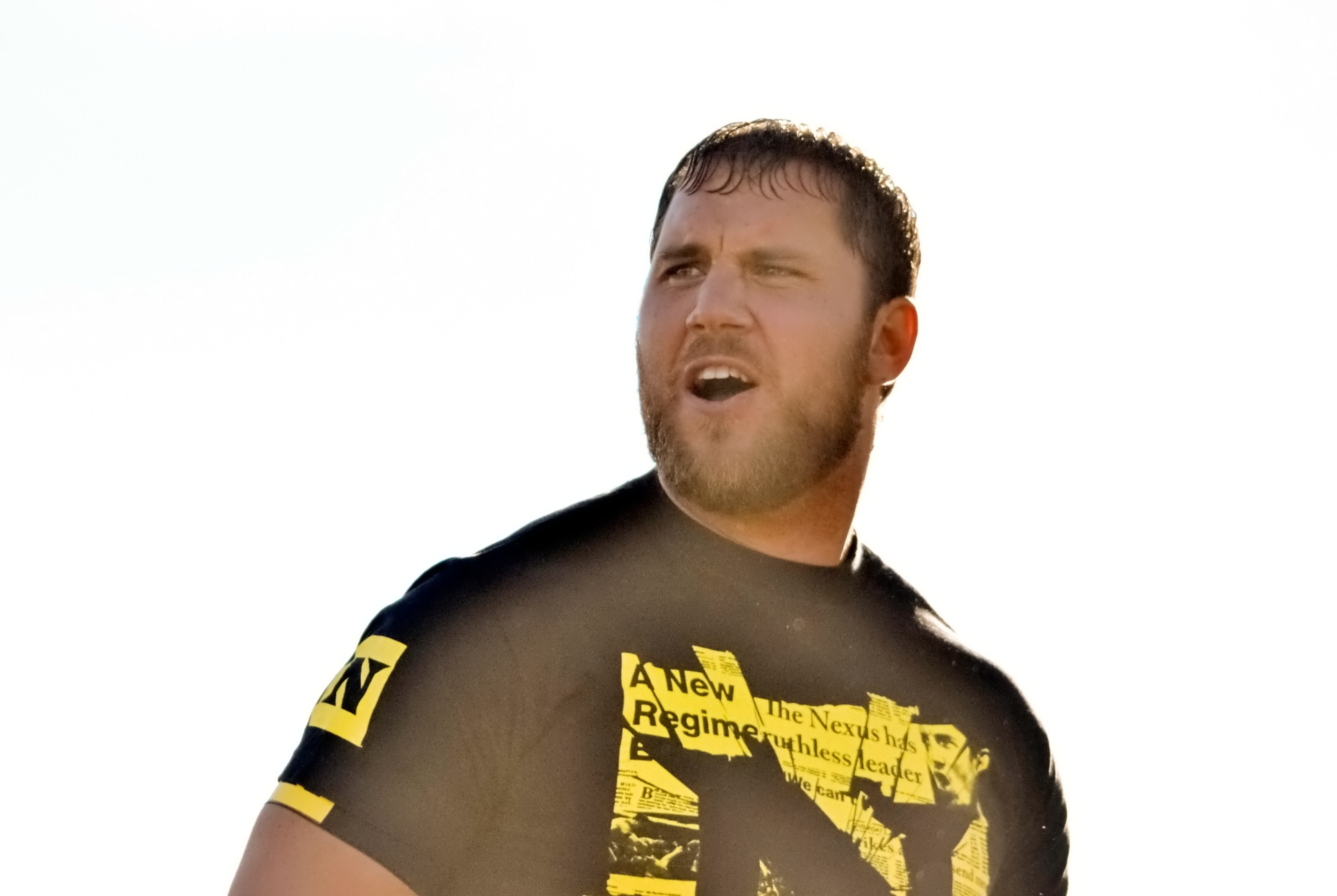
McGillicutty come membro del Nexus nel dicembre 2010, all'evento Tribute to the Troops.

Durante il pay-per-view Hell in a Cell, Michael McGillicutty insieme ad Husky Harris aiuta Wade Barrett a sconfiggere John Cena, entrando a far parte del Nexus.
La sera dopo, a Raw, lui e Husky Harris attaccano ancora una volta John Cena permettendo a The Miz di vincere il suo match. A fine match, il General Manager anonimo decide che Husky Harris e McGillicutty, la settimana seguente, avrebbero dovuto affrontare John Cena e Randy Orton; Wade Barrett però alzò la posta e decise che se Husky Harris e McGillicutty avessero vinto sarebbero entrati nel Nexus, ma escono sconfitti. Nella puntata di Raw post-Bragging Rights, sia lui che Husky Harris entrano nel Nexus. Il 5 novembre, a WWE SmackDown, Husky Harris, David Otunga, Michael McGillicutty, Heath Slater e Justin Gabriel perdono contro Alberto Del Rio, Big Show, Kofi Kingston, Edge e Kane. Nella puntata di Raw del 30 novembre, mentre si stava preparando per il suo match contro R Truth, viene attaccato nel backstage da John Cena. Il 6 dicembre, a Raw, lui e i suoi compagni del Nexus abbandonano Wade Barrett; tuttavia, una settimana più tardi ritornano nel Nexus, riformando la stable. A TLC: Tables, Ladders and Chairs, McGillicutty costa la sconfitta per squalifica ai suoi compagni Heath Slater e Justin Gabriel che stavano disputando il match valido per i WWE Tag Team Championship contro Santino Marella e Vladimir Kozlov.
McGillicutty si ripresenta insieme agli altri membri del Nexus nella puntata di Raw del 27 dicembre, offrendo una tregua a John Cena; Cena rifiuta e il Nexus lo assale. In questa aggressione, McGillicutty colpisce con la sua McGillicutter Cena. Dopo ciò, CM Punk arriva nel ring e indossa la fascia del Nexus, entrando a far parte del gruppo come leader, dato che Wade Barrett è stato cacciato dopo la sconfitta nel pay-per-view TLC: Tables, Ladders and Chairs
Nella puntata di Raw del 10 gennaio, McGillicutty affronta una prova per dimostrare di essere degno di far parte del "nuovo Nexus" capitanato da CM Punk: McGillicutty viene così attaccato da tutti gli altri membri del Nexus e, avendo resistito all'infortunio, dimostra di essere degno di far parte del gruppo. Nella puntata di Raw del 24 gennaio, McGillicutty e Husky Harris sconfiggono Santino Marella e Vladimir Kozlov, i campioni di coppia, in un tag team match. Il 24 gennaio, a Raw, il leader del New Nexus CM Punk affronta Wade Barrett, leader del Corre nel main event con John Cena come arbitro speciale. La stipulazione sanciva che se uno dei due avesse perso, sarebbe stato fuori dalla lista dei partecipanti del Royal Rumble match, così come tutti i membri delle rispettive stable. Il match finisce in doppia squalifica per eccessiva violenza, ma il General Manager anonimo annulla il verdetto della stipulazione e ammette tutti i membri delle due stable al Royal Rumble match. McGillicutty partecipa al Royal Rumble match: entrato col numero 12, viene eliminato dopo diversi minuti da John Cena. Nell'occasione, McGillicutty è riuscito anche ad eliminare JTG. Nella puntata di Raw successiva al pay-per-view, McGillcutty e Harris non riescono a vincere i WWE Tag Team Championship contro Marella & Kozlov.
Nella puntata di Raw del 28 febbraio, Michael McGillicutty viene sconfitto da Randy Orton. Nel match, era in palio la partecipazione di McGillicutty a WrestleMania XXVII all'angolo di CM Punk.
McGillicutty torna a Raw l'11 aprile attaccando Randy Orton insieme ai compagni David Otunga e Mason Ryan. Nella puntata di Raw del 16 maggio, Michael McGillicutty e David Otunga sconfiggono in un tag team match Kane e Big Show grazie allo schienamento di McGillicutty su Kane. A seguito di questo incontro, i due ricevono una title shot per i titoli di coppia, che riescono a conquistare il 23 maggio a Raw, grazie al provvidenziale aiuto di CM Punk. Otunga e McGillicutty iniziano ad esibirsi anche a Superstars, dove batteranno Marella e Kozlov, ma perderanno contro gli Usos. A SmackDown, difendono però le loro cinture di coppia dall'assalto di Jimmy e Jey Uso.
Nella puntata di Raw del 1º agosto, il Nexus si scioglie quando Otunga e McGillicutty adottano una loro theme song, titatron e si presentano senza fascia con il logo del Nexus. Nella stessa puntata, sconfiggono Zack Ryder e Santino Marella in un match valevole per i WWE Tag Team Championship. Dopo questo match, vengono principalmente relegati a Superstars, dove batteranno varie coppie improvvisate. Il 16 agosto, a Raw, Otunga e McGillicutty vengono sconfitti in un match di coppia da Evan Bourne e Kofi Kingston. La settimana successiva, sempre a Raw, perdono i titoli di coppia contro questi ultimi. Nella puntata di Raw SuperShow del 29 agosto, i due provano a riconquistare le cinture, ma perdono ancora. Nella puntata di Raw del 5 settembre, Otunga e McGillicutty perdono un tag team match contro Jerry Lawler e Zack Ryder. La faida con il telecronista di Memphis continua la settimana dopo, quando Otunga e McGillicutty perdono contro Lawler e Sheamus in un altro tag team match. Finita questa faida, Otunga e McGillicutty si dividono per sempre

#### Ritorno ad NXT (2011–2013)
Dopo essersi diviso da David Otunga, McGillicutty inizia una carriera da singolo. Il 6 ottobre, a Superstars, debutta con una sua theme song e batte Percy Watson.
Il 14 ottobre, a SmackDown, partecipa alla Battle Royal promossa da Theodore Long e John Laurinaitis nella quale il vincitore avrebbe potuto sfidare un campione a sua scelta in un match titolato, ma viene eliminato. Sul finire del 2011, inizia una faida con Alex Riley e i due si affronteranno a Superstars e a NXT, con entrambi i match vinti da Riley.
Il 16 febbraio, nel main event di SmackDown, non riesce a vincere la Battle Royal valevole per il posto lasciato vacante da Randy Orton nell'Elimination Chamber match valido per il World Heavyweight Championship, poiché viene eliminato per nono da Justin Gabriel. Il 28 febbraio, a NXT, sconfigge Tyson Kidd. Nella puntata del 13 marzo di NXT, ha una rissa con lo stesso Kidd che chiedeva il rematch, mentre McGillicutty non voleva concederglielo. Alla fine, Michael acconsente. Il 21 marzo, ha luogo il tanto atteso match nel main event di NXT. Dopo un bellissimo match, è Kidd a prevalere con un roll-up. A fine match, McGillicutty prende il microfono e dice a Tyson che fra loro non è ancora finita e che lo colpirà presto dove più fa male, al suo Heart, usando anche un gioco di parole sul cognome della famiglia del canadese. Nel frattempo, nella puntata di NXT del 4 marzo, batte Derrick Bateman e viene annunciato il terzo match fra Michael e Tyson che si tiene l'11 aprile, dove McGillicutty esce sconfitto dopo un altro splendido match.
Nel pre-show di Over the Limit perde una Battle Royal, venendo eliminato da The Great Khali, nella quale il vincitore poteva scegliere se sfidare Santino Marella o Cody Rhodes per uno dei due titoli secondari.
Il 20 giugno, inizia la sesta stagione di NXT e McGillicutty nell'occasione, affronta il rivale Tyson Kidd nel main event, uscendo sconfitto dopo un match di tutto rispetto. L'8 agosto, a NXT, sconfigge Justin Gabriel, avanzando nel torneo per decretare il primo NXT Champion. Successivamente, sempre a NXT, non riesce però a raggiungere in finale del Gold Rush Tournament, perdendo nelle semifinali contro Seth Rollins.
Il 12 settembre, a NXT, sconfigge Tyson Kidd con una Neckbreaker dal nulla e si laurea primo sfidante al NXT Champiosnhip. Nel frattempo, nel pre-show di Night of Champions, McGillicutty prende parte alla Battle Royal valida per lo status di primo sfidante al WWE United States Championship, ma non riesce a vincere. Il 3 ottobre, a NXT, Micheal prende parola annunciandosi come primo sfidante al NXT Championship, e minacciando Rollins che quella della prossima settimana sarà la prima e ultima difesa del titolo; dopo queste parole, chiama sul ring proprio il campione, che non si fa attendere e appare sullo stage con tanto di cintura. Rollins elogia inizialmente le capacità sul ring dell'avversario, criticando però la sua parlantina, ma Rollins poi attacca McGillicutty affermando che si è guadagnato per merito personale ogni cosa che ha conquistato e non è stato facilitato perché suo padre era un campione. McGillicutty se ne va, annunciando che sfiderà il campione solo quando sarà pronto. Nella puntata di NXT del 10 ottobre, ha il suo match per l'NXT Championship contro Seth Rollins, che viene vinto da Rollins che si conferma dunque campione. A Raw inizia una faida contro Kofi Kingston, ma viene sconfitto.
Il 28 novembre, in coppia con Curtis, ottiene un match titolato a NXT per il WWE Tag Team Championship contro Kane e Daniel Bryan, ma gli sfidanti perdono. La settimana seguente, affronta Antonio Cesaro in un match non titolato che viene comunque vinto dal campione.
Nei primi di gennaio 2013, McGilicutty è protagonista a NXT, formando un Tag Team con Bo Dallas, ma il loro debutto in coppia è un insuccesso, poiché perdono contro Primo & Epico. Dallas e McGillicutty avanzano nel torneo per decretare i primi NXT Tag Team Champions, sconfiggendo proprio Primo & Epico nelle eliminatorie, ma venendo successivamente eliminati.

#### Intercontinental Champion e RybAxel (2013–2014)
Il 20 maggio a Raw, Paul Heyman ha annunciato Hennig come il nuovo "Paul Heyman guy" e gli ha dato il nuovo nome di Curtis Axel. Il nome è un derivato di quello di suo padre, Curt, e il soprannome "The Axe" del nonno Larry. Più tardi, quella notte, Axel ha combattuto contro Triple H nel suo match di debutto. Il match si è concluso con un no contest dopo che Triple H ha subito una commozione cerebrale (Kayfabe), facendolo crollare a terra (anche se ad Axel è stata assegnata la vittoria per forfait). Nella puntata di SmackDown del 24 maggio, Paul Heyman e Curtis Axel hanno parlato di estendere il loro marchio e di Triple H. In seguito, Axel ha sconfitto Sin Cara. Nella puntata di Raw del 27 maggio, Axel ha sfidato il WWE Champion John Cena, vincendo il match per count-out. Nella puntata di SmackDown del 31 maggio, Axel ha sconfitto nuovamente Sin Cara, questa volta dopo un Perfect-Plex. Il 3 giugno a Raw, affronta nuovamente il WWE Champion John Cena in un No Disqualification match, vincendo via count-out dopo che Ryback aveva schiantato Cena su un tavolo posizionato fuori dal ring. Nella puntata di SmackDown dell'8 giugno, Axel ha sconfitto Chris Jericho con un roll-up dopo che Jericho è stato distratto dal risuonare della musica di ingresso di CM Punk, ma è stato attaccato da Jericho stesso dopo la vittoria. Il 10 giugno a Raw, Axel ha sconfitto Triple H per due volte in una notte, quando durante il primo match Vince McMahon è apparso e ha fatto concludere il match con una vittoria a favore di Curtis. Poco dopo però Triple H ha chiesto che il match fosse riavviato, ma come la prima volta Vince McMahon è tornato e il match si è concluso con la vittoria per forfait di Axel nonostante Triple H non avesse tali intenzioni. Inoltre, nella stessa serata, Curtis Axel è stato annunciato come sostituto dell'infortunato Fandango nel Triple Threat match valido per il WWE Intercontinental Championship a Payback. Il 16 giugno a Payback, Axel ha conquistato l'Intercontinental Championship sconfiggendo Wade Barrett e The Miz nel Triple Threat match. Nella puntata di Raw del 17 giugno, ha esteso la sua striscia di vittorie sconfiggendo Sin Cara con una nuova manovra finale. Il 21 giugno, a SmackDown, Axel ha dieso con successo per la prima volta l'Intercontinental Championship contro Wade Barrett e al termine del match ha avuto un confronto faccia a faccia con The Miz, ma sotto consiglio di Heyman, ha abbandonato il ring. Il 24 giugno a Raw, Axel ha salvato l'ex cliente di Paul Heyman da un assalto dei Prime Time Players, con grande costernazione di Punk. Nella puntata del 28 giugno di SmackDown, Curtis Axel è ospite insieme a Paul Heyman della Miz TV di The Miz, con quest'ultimo che è stato attaccato da Axel. Nella puntata di Raw del 1º luglio, il team composto da Curtis Axel e CM Punk ha sconfitto i Prime Time Players. Nella puntata di Raw dell'8 luglio, Axel ha subìto la sua prima sconfitta dal suo debutto come cliente di Paul Heyman quando è stato schienato da Chris Jericho in un match non titolato. Perde contro Jericho anche a SmackDown, questa volta per countout. Dopo il match Axel è uscito pazzo, stracciando il tavolo dei commentatori. A Money in the Bank, Axel ha sconfitto The Miz per mantenere l'Intercontinental Championship. Dopo il match, Axel e Heyman hanno fatto un ingresso a sorpresa verso la fine del Money in the Bank Ladder match per il WWE Championship contract e hanno rispettivamente attaccato Daniel Bryan e CM Punk. Nella puntata di SmackDown del 19 luglio, Axel ha difeso nuovamente il titolo sconfiggendo Chris Jericho.
Axel ha poi iniziato una faida con CM Punk insieme a Paul Heyman. Axel è stato impostato per fare squadra con Heyman in un handicap elimination match contro Punk a Night of Champions. Durante il pay-per-view, Heyman ha pregato Triple H di cancellare il match, ma Triple H ha rifiutato, non solo confermando il match, ma facendo difendere ad Axel il suo Intercontinental Championship contro Kofi Kingston, che lo aveva battuto due volte. Axel ha sconfitto Kingston per conservare il titolo, ma è stato eliminato da Punk più tardi quella notte, lasciando Heyman da solo. Ryback ha poi interferito aiutando Heyman a vincere l'incontri. Nella puntata di Raw del 30 settembre, Axel è stato sconfitto da R-Truth in un non-title match, che ha così guadagnato un'opportunità titolata a Battleground. Il 6 ottobre a Battleground, ha sconfitto R-Truth difendendo con successo l'Intercontinental Championship. La notte seguente a Raw, Axel ha fatto coppia con Ryback perdendo contro R-Truth e CM Punk, quando Truth ha schienato Axel. Nella puntata di SmackDown dell'11 ottobre, Axel ha mantenuto il titolo intercontinentale sconfiggendo ancora una volta R-Truth. A Hell in a Cell, Axel avrebbe dovuto difendere il suo titolo contro Big E Langston, tuttavia il match è stato cancellato in quanto Axel ha subìto un infortunio all'anca. Nella puntata di SmackDown del 15 novembre, Heyman ha terminato la sua alleanza con Axel affermando che quest'ultimo non è più un Paul Heyman Guy. Axel ha affrontato Langston nella puntata di Raw del 18 novembre, dove Axel ha perso il titolo, terminando il suo regno dopo 155 giorni.
A Survivor Series ha luogo il rematch per il Titolo Intercontinentale, venendo vinto da Big E Langston che mantiene la cintura. Nella puntata di Raw del 25 novembre in coppia con Ryback perde un tag team match contro Big E Langston e Mark Henry. Nella puntata di WWE SmackDown del 6 dicembre i RybAxel sconfiggono i campioni di coppia Goldust e Cody Rhodes in un Non Title Match. Viene annunciato che il loro Team si chiamerà "RybAxel". Nella puntata di WWE Main Event dell'11 dicembre Axel batte Dolph Ziggler. A TLC Curtis Axel e Ryback non riescono a conquistare i WWE Tag Team Championship. Nella puntata di WWE SmackDown del 27 dicembre Axel e Ryback perdono contro i Prime Time Players. Nell'ultima puntata di Raw del 2013 ovvero quella del 30 dicembre Axel viene sconfitto da Dolph Ziggler. Nella prima puntata di Smackdown del 2014 ovvero quella del 3 gennaio Axel viene battuto da Big E Langston. Nella prima puntata di Raw del 2014 ovvero quella del 6 gennaio in versione Raw Old School, Curtis Axel perde di nuovo contro Big E Langston. Nella puntata di SmackDown del 10 gennaio Curtis Axel , Ryback , Jack Swagger e Antonio Cesaro perdono contro Rey Mysterio, Sin Cara e i Los Matadores. Nella puntata di SmackDown del 24 gennaio i RybAxel battono i Los Matadores. Nella puntata di SmackDown del 14 febbraio Curtis Axel, Ryback, Road Dogg e Billy Gunn vengono sconfitti da Goldust, Cody Rhodes, Jimmy Uso e Jey Uso in un 8-Man Tag Team Match. A Elimination Chamber nel kickoff i RybAxel vengono sconfitti dalla Rhodes Dynasty. A WrestleMania XXX i RybAxel partecipano a un fatal four-way elimination tag team match valevole per i WWE Tag Team Championship venendo eliminati. A Payback i Rybaxel sconfiggono la Brotherhood, mentre a Money in the Bank vengono sconfitti da Goldust e Stardust (Cody Rhodes). A Battleground partecipa alla battle royal per decretare il nuovo Intercontinental Championship, non riuscendo a vincere.

#### Axelmania (2015–2016)
Alla Royal Rumble sarebbe dovuto entrare con il numero 6, ma non riesce a partecipare alla rissa reale perché viene attaccato da Erick Rowan; dopo questo episodio Axel dirà di non essere stato mai eliminato dalla Rumble e che vuole il suo match a WrestleMania in quanto è lui il vero vincitore della rissa reale.
La settimana dopo, a Main Event, affronta colui che non gli ha permesso di partecipare alla Rumble, Erick Rowan, perdendo il match. Nella puntata di Raw del 2 febbraio Axel ripete che è lui il vero vincitore della Royal Rumble e che vuole la sua title shot, ma viene interrotto da Dean Ambrose che lo attacca. La stessa settimana, a Smackdown, dice che vuole giustizia e che questo è il suo momento, che ribattezza AxelMania (una parodia dell'Hulkamania), dopo di che affronta Ambrose, perdendo però il match. Nella puntata del 9 febbraio di Raw affronta ancora Dean Ambrose, venendo ancora sconfitto.
Il 17 febbraio, a Main Event, perde con Heath Slater, Sin Cara e Kalisto, mentre il 20 febbraio, a Superstars, perde contro Jack Swagger. Nella puntata di Raw del 23 febbraio, Axel ripete di non essere mai stato eliminato dalla Rumble e che l'Axelmania è più viva che mai, dopo di che affronta Ryback perdendo; nella stessa settimana, a Smackdown, affronta Fandango perdendo ancora.
Nella puntata di Raw del 2 marzo continua la sua striscia di sconfitte perdendo contro John Cena. Il giorno dopo perde a Main Event contro Fandango. Nella stessa settimana, a Smackdown, nel post match di Rusev contro Jack Swagger vinto dal primo tiene un promo sul titantron in stile Hulk Hogan e afferma che conquisterà il titolo USA di Rusev; a Raw viene tuttavia sconfitto da Rusev.
A WrestleMania 31 partecipa alla seconda Battle Royal in memoria di André the Giant non riuscendo a vincerla. Nella puntata di Raw dopo WrestleMania viene sconfitto dal debuttante Neville.
Nella puntata di Raw del 20 aprile viene sconfitto da Fandango e in quella successiva interrompe Damien Sandow, ma viene attaccato da quest'ultimo. Nella puntata di SmackDown del 30 aprile viene sconfitto da Sandow.
Nella puntata di Raw dell'11 maggio Axel effettua un turn face stringendo la mano a Damien Sandow (vestito come "Macho Mandow"), in modo simile alla stretta di mano dei Mega Powers quando formarono il loro team. A Payback, i "nuovi" Mega Powers perdono contro gli Ascension. Nella puntata di Superstars del 21 agosto, torna in competizione singola sconfiggendo Adam Rose.

#### The Social Outcasts (2016)

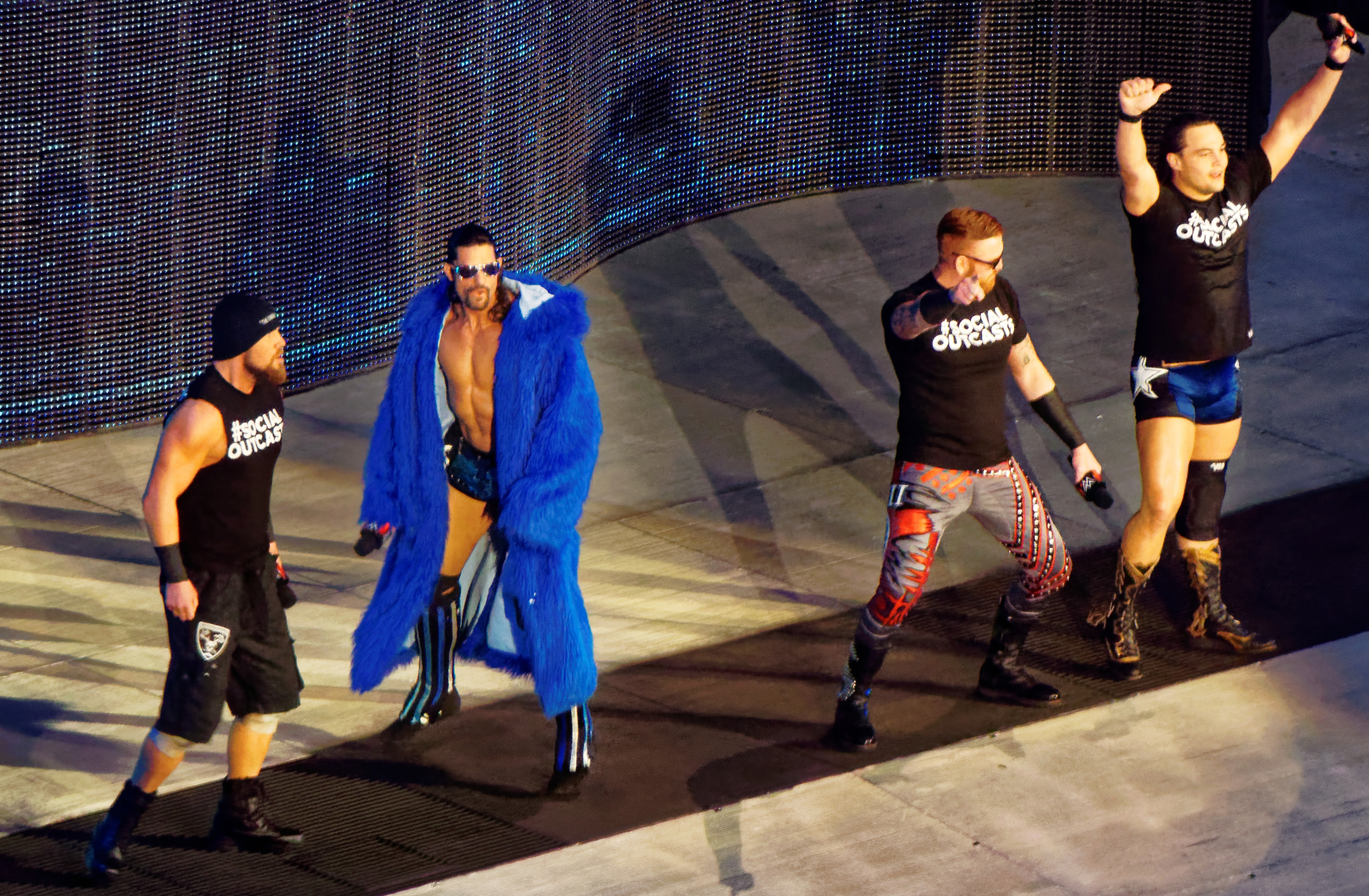
I Social Outcasts (da sinistra a destra Curtis Axel, Adam Rose, Heath Slater e Bo Dallas) nell'aprile del 2016

Nella puntata di Raw del 4 gennaio Heath Slater annuncia la formazione dei Social Outcasts insieme ad Adam Rose, Bo Dallas e Curtis Axel. A questo punto Axel effettua un Turn Heel. Nella puntata di Raw dell'11 gennaio i Social Outcasts hanno affrontato la Wyatt Family (Bray Wyatt, Luke Harper, Erick Rowan e Braun Strowman), ma il match è terminato in un no contest a causa dell'intervento di Ryback. Nella puntata di SmackDown del 14 gennaio hanno sconfitto Damien Sandow, Goldust, Jack Swagger e Zack Ryder. Nella puntata di SmackDown dell'11 febbraio Rose e Axel hanno perso contro AJ Styles e Chris Jericho. Il 21 febbraio, a Fastlane, Axel ha sconfitto R-Truth, ma nella puntata di Raw successiva lo stesso Axel e Slater sono stati sconfitti da AJ Styles e Chris Jericho. In seguito i Social Outcasts hanno iniziato una faida con Ryback: questi ha sconfitto Axel nella puntata di Raw del 7 marzo. Nella puntata di Raw del 28 marzo Axel e Dallas affrontano Big Show e Kane ma vengono sconfitti per squalifica a causa dell'interferenza di Slater e Rose. I Social Outcasts hanno partecipato all'annuale André the Giant Memorial Battle Royal a WrestleMania 32 del 3 aprile ma sono stati tutti e quattro eliminati da Kane, Baron Corbin e Mark Henry. Nella puntata di Raw dell'11 aprile viene indetto un torneo per decretare gli sfidanti al WWE Tag Team Championship, detenuti dal New Day (Big E, Kofi Kingston e Xavier Woods), e Axel e Slater affrontano ai quarti di finale gli Usos (Jey Uso e Jimmy Uso), venendo però sconfitti ed eliminati. Successivamente i Social Outcasts hanno intrapreso una breve faida contro il debuttante Apollo Crews ma sono stati sconfitti uno alla volta in vari match singoli.
Il 16 aprile 2016 Adam Rose è stato sospeso con effetto immediato per sessanta giorni in seguito alla violazione del WWE Wellness program. Nella puntata di SmackDown del 28 aprile Dallas e Axel affrontano Enzo Amore e Big Cass ma vengono sconfitti. Nella puntata di Raw del 2 maggio i Social Outcasts hanno preso parte ad una 20-Man Battle Royal per decretare il contendente n°1 allo United States Championship detenuto da Kalisto ma sono stati tutti e quattro eliminati. Sempre a SmackDown, il 5 maggio, Dallas e Axel vengono sconfitti dai Vaudevillains (Aiden English e Simon Gotch). Dopo un breve periodo di assenza, Axel, Slater e Dallas tornano nella puntata di Raw del 23 maggio dove vengono sconfitti da Big E e Kofi Kingston del New Day. Quello stesso giorno Rose è stato rilasciato dalla WWE, sancendo così la sua uscita dalla stable. I Social Outcasts sono intervenuti alla fine del match di Enzo Amore e Big Cass contro due jobber locali (vinto dai primi) nella puntata di Raw del 27 giugno. Nella puntata di Raw del 4 luglio Dallas, Slater e Axel si travestono da patrioti americani (in commemorazione del giorno dell'indipendenza) e, subito dopo, Dallas e Axel vengono sconfitti da Enzo Amore e Big Cass. Nella puntata di Raw dell'11 luglio Dallas, Slater e Axel hanno partecipato ad una Battle Royal per determinare il contendente n°1 all'Intercontinental Championship, detenuto da The Miz, ma sono stati eliminati.
Con la Draf Lottery avvenuta nella puntata di SmackDown del 19 luglio, Dallas e Axel sono stati trasferiti a Raw mentre Slater non è stato trasferito in nessuno dei due roster, il che ha sancito la fine della stable.

#### Competizione singola (2016–2017)
Nella puntata di Raw del 25 luglio Axel decide di farsi chiamare "Mr. Irrelevant" e affronta il rientrante Neville, venendo sconfitto. Dopo un periodo di assenza torna nella puntata di Superstars del 26 agosto dove, facendo coppia con il suo ex-compagno nei Social Outcasts, Bo Dallas, è stato sconfitto dai Golden Truth (Goldust e R-Truth). Nella puntata di Superstars del 9 settembre è stato sconfitto da Neville per la seconda volta. Sempre a Superstars, il 16 settembre, Curtis e Titus O'Neil sono stati sconfitti da Neville e Darren Young. Nella puntata di Superstars del 23 settembre Axel è stato sconfitto da Darren Young. Ancora a Superstars, il 30 settembre, è stato sconfitto da Sami Zayn. Il 7 ottobre a Superstars è stato sconfitto da Neville per la terza volta. Nella puntata di Raw del 10 ottobre Axel e Bo Dallas sono stati sconfitti da Neville e Sami Zayn. Nella puntata di Raw del 17 ottobre Axel è apparso per supportare Bo Dallas ma, quando questi ha sconfitto Neville, ha attaccato Axel nel post match senza un motivo apparente. Nella successiva puntata di Raw del 24 ottobre Axel ha effettuato un turn face affrontando Bo Dallas ma è stato sconfitto. Nella puntata di Raw del 31 ottobre Axel ha partecipato ad una battle royal per determinare l'ultimo membro del Team Raw per Survivor Series ma è stato eliminato da Braun Strowman. Nella puntata di Superstars del 4 novembre Axel torna a vincere sconfiggendo Jinder Mahal. Nella puntata di Superstars del 18 novembre Axel è stato sconfitto da Titus O'Neil. Sempre a Superstars, il 25 novembre, Axel è stato sconfitto da Bo Dallas per la seconda volta. Nella puntata di Main Event del 1º dicembre Axel e Darren Young sono stati sconfitti dagli Shining Stars (Primo e Epico). Nella puntata di Raw del 12 dicembre Axel è stato pesantemente sconfitto da Braun Strowman. Nella puntata di Main Event del 24 dicembre Axel sembra tornare heel affrontando Goldust ma è stato sconfitto. Nella puntata di Main Event del 29 dicembre Axel è stato sconfitto da Titus O'Neil. Nella puntata di Main Event del 9 febbraio Axel ha sconfitto Bo Dallas. Nella puntata di Main Event del 10 marzo Axel è stato sconfitto da Jinder Mahal. Nella puntata di Main Event del 17 marzo Axel ha sconfitto Bo Dallas. Nella puntata di Main Event del 24 marzo Axel è stato sconfitto da Jinder Mahal. Il 2 aprile, nel Kick-off di WrestleMania 33, Axel ha partecipato all'annuale André the Giant Memorial Battle Royal ma è stato eliminato dagli American Alpha (Chad Gable e Jason Jordan). Nella puntata di Main Event del 7 aprile Axel è stato sconfitto da Titus O'Neil. Nella puntata di Main Event del 21 aprile Axel è stato sconfitto da Titus O'Neil. Nella puntata di Main Event del 5 maggio Axel ha sconfitto Curt Hawkins. Nella puntata di Main Event del 26 maggio Axel e Curt Hawkins sono stati sconfitti da Heath Slater e Rhyno. Nella puntata di Main Event del 16 giugno Axel ha sconfitto Curt Hawkins.

#### The Miztourage (2017–2018)
Nella puntata di Raw del 19 giugno, assieme a Bo Dallas, Axel ha deciso di allearsi con l'Intercontinental Champion The Miz, formando il The Miztourage, tornando ad essere un heel. Nella puntata di Raw del 26 giugno Axel, Bo Dallas e The Miz hanno sconfitto Dean Ambrose, Heath Slater e Rhyno. Nella puntata di Raw del 24 luglio Axel, Dallas e The Miz sono stati sconfitti da Dean Ambrose e Seth Rollins in un 3-on-2 Handicap match. Nella puntata di Raw del 14 agosto Axel, Dallas e The Miz sono stati sconfitti dagli Hardy Boyz (Jeff Hardy e Matt Hardy) e Jason Jordan. Il 20 agosto, nel Kick-off di SummerSlam, The Miz e il Miztourage hanno sconfitto gli Hardy Boyz e Jason Jordan. Nella puntata di Raw del 28 agosto Axel ha partecipato ad una Battle Royal per determinare il contendente n°1 all'Intercontinental Championship di The Miz ma è stato eliminato da Jason Jordan. Nella puntata di Raw del 18 settembre Axel ha partecipato ad un Six-pack Challenge match che includeva anche Bo Dallas, Elias, Jason Jordan, Jeff Hardy e Matt Hardy per determinare il contendente n°1 all'Intercontinental Championship di The Miz ma il match è stato vinto da Jordan. Nella puntata di Raw del 30 ottobre Axel è stato brutalmente attaccato da Braun Strowman e, di conseguenza, è stato costretto a portare nelle settimane successive un collare al collo in modo da vendere l'infortunio. Nella puntata di Raw dell'11 dicembre Axel è stato facilmente sconfitto da Finn Bálor. Nella puntata di Raw del 18 dicembre Axel e Bo Dallas sono stati sconfitti da Finn Bálor e il debuttante Hideo Itami. Nella puntata di Raw del 25 dicembre Axel e Bo Dallas sono stati sconfitti da Braun Strowman in un Secret Santa 2-on-1 Handicap match. Nella puntata di Raw del 1º gennaio 2018 Axel, Bo Dallas ed Elias sono stati sconfitti dal Bálor Club (Finn Bálor, Luke Gallows e Karl Anderson). Nella puntata di Raw del 15 gennaio Axel e Bo Dallas sono stati sconfitti dall'Intercontinental Champion Roman Reigns in un 2-on-1 Handicap match. Il 25 febbraio, nel Kick-off di Elimination Chamber, Axel e Bo Dallas sono stati sconfitti da Luke Gallows e Karl Anderson. Nella puntata di Raw del 5 marzo Axel, Bo Dallas e The Miz sono stati sconfitti da Finn Bálor e Seth Rollins in un 3-on-2 Handicap match. Nella puntata di Raw del 12 marzo Axel e Bo Dallas hanno partecipato ad una Battle Royal per determinare i contendenti n°1 al Raw Tag Team Championship di Cesaro e Sheamus ma sono stati eliminati. Nella puntata di Raw del 19 marzo The Miz e il Miztourage sono stati sconfitti dal Bálor Club. Nella puntata di Raw del 26 marzo Axel e Bo Dallas sono stati sconfitti da Luke Gallows e Karl Anderson. L'8 aprile, nel Kick-off di WrestleMania 34, Axel ha partecipato all'annuale André the Giant Memorial Battle Royal ma è stato eliminato da Kane. Nella puntata di Raw del 9 aprile The Miz e il Miztourage sono stati sconfitti Finn Bálor, Jeff Hardy e Seth Rollins. Nella puntata di Raw del 16 aprile The Miz, il Miztourage, Kevin Owens e Sami Zayn sono stati sconfitti da Bobby Lashley, Bobby Roode, Braun Strowman, Finn Bálor e l'Intercontinental Champion Seth Rollins; durante il match, nel finale, Dallas e Axel hanno abbandonato The Miz, sancendo di fatto la fine della stable (considerato anche che The Miz era passato a SmackDown per via dello Shake-up).

#### The B-Team (2018–2020)
Dopo essersi separati da The Miz per via dello Shake-up del 16 aprile 2018, Axel e Bo Dallas sono tornati come coppia singola. Nella puntata di Raw del 23 aprile hanno cercato di unirsi prima a Seth Rollins e poi a Finn Bálor, in entrambi i casi senza successo; quella stessa sera, inoltre, Axel e Dallas sono stati sconfitti dagli stessi Bálor e Rollins. Il 27 aprile, a Greatest Royal Rumble, Axel ha partecipato al Royal Rumble match a 50 uomini entrando col numero 4 ma è stato eliminato da Mark Henry. Nella puntata di Raw del 7 maggio Axel e Bo Dallas sono stati sconfitti dai Raw Tag Team Champions Bray Wyatt e Matt Hardy in un match non titolato. Nella puntata di Raw del 14 maggio Axel e Dallas hanno adottato il ringname The B-Team per il loro tag team e hanno sconfitto i Breezango (Fandango e Tyler Breeze). Nella puntata di Raw del 21 maggio il B-Team ha sconfitto nuovamente i Breezango. Nella puntata di Raw del 4 giugno il B-Team ha vinto una Tag Team Battle Royal eliminando per ultimi Heath Slater e Rhyno, conquistando così un'opportunità titolata al Raw Tag Team Championship di Bray Wyatt e Matt Hardy. Nella puntata di Raw dell'11 giugno il B-Team ha sconfitto Heath Slater e Rhyno. Nella puntata di Raw del 25 giugno Axel ha sconfitto Matt Hardy. Nella puntata di Raw del 2 luglio Axel ha sconfitto nuovamente Matt Hardy. Il 15 luglio, a Extreme Rules, il B-Team ha sconfitto Bray Wyatt e Matt Hardy conquistando così il Raw Tag Team Championship per la prima volta (per Axel si tratta del secondo regno come campione). Nella puntata di Raw del 16 luglio il B-Team ha sconfitto gli Ascension (Konnor e Viktor) in un match non titolato. Nella puntata di Raw del 23 luglio il B-Team ha difeso con successo i titoli contro Bray Wyatt e Matt Hardy. Nella puntata di Raw del 6 agosto Dallas e Axel hanno affrontato i Revival (Dash Wilder e Scott Dawson), ma il match è finito in doppia squalifica, dato l'intervento di Hardy e Wyatt durante l'incontro. Nella puntata di Raw del 13 agosto il B-Team ha difeso con successo i titoli in un Triple Threat Tag Team match contro i Revival e Bray Wyatt e Matt Hardy. Il 19 agosto, nel Kick-off di SummerSlam, il B-Team ha difeso con successo i titoli contro i Revival. Nella puntata di Raw del 27 agosto il B-Team è stato sconfitto dai Revival in un match non titolato. Nella puntata di Raw del 3 settembre il B-Team ha perso i titoli contro Dolph Ziggler e Drew McIntyre dopo 50 giorni di regno. Nella puntata di Raw del 10 settembre il B-Team ha affrontato nuovamente McIntyre e Ziggler per il Raw Tag Team Championship ma sono stati sconfitti.
Il 25 aprile 2019 è stato annunciato dalla WWE il passaggio di Axel al roster di SmackDown, e con lui anche Bo Dallas. Nella puntata di SmackDown del 30 aprile Axel e Dallas sono stati sconfitti da Roman Reigns in un 2-on-1 Handicap match, stabilendo il duo come heel. Nella puntata di Raw del 26 agosto Axel e Dallas hanno partecipato ad un Gauntlet match per determinare i contendenti n°1 al Raw Tag Team Championship di Braun Strowman e Seth Rollins ma sono stati eliminati dai Viking Raiders.
Il 30 aprile Axel venne licenziato insieme a numerosi colleghi.

#### Produttore (2022)
L'8 aprile 2022 Axel venne riassunto dalla WWE che gli diede il ruolo del produttore.
Il 31 maggio fece un'apparizione a Raw dove insieme ad altri produttori e dirigenti fermò la rissa tra Cody Rhodes e Seth Rollins.

## Vita privata
Hennig è un wrestler professionista di terza generazione; suo nonno Larry "The Axe" Hennig, e suo padre Curt Hennig, erano entrambi wrestlers professionisti. Sua sorella Amy è anch'essa un wrestler professionista. Ha altri due fratelli, una sorella di nome Kaite e un fratello di nome Hank. Hennig e sua moglie hanno avuto un figlio, Brock, nel giugno del 2009. Gli piace pescare e giocare al fantafootball. Ha vinto il WWE Magazine's Fantasy Football League per la stagione NFL 2011. Hennig si è allenato con The Rock che si preparava al match per il WWE Championship contro CM Punk alla Royal Rumble del 2013, e si è allenato con Brock Lesnar per preparare il match di Lesnar contro Triple H a WrestleMania 29.

## Personaggio

### Mosse finali
- Come Curtis Axel
  - Axehole (Neckbreaker driver) – 2014–2020
  - Leg Drop of Doom (Running leg drop) – 2015; parodiato da Hulk Hogan
  - Perfect-Plex (Bridging fisherman suplex) – adottata da suo padre
  - Turning Heads (Running swinging neckbreaker) – 2013
- Come Joe Hennig
  - Hennig-plex (Bridging fisherman suplex) – adottata da suo padre
- Come Michael McGillicutty
  - McGillicutter (Running one-armed swinging neckbreaker)

### Soprannomi
- "#AxelMania"
- "The Axe Man"
- "Mr. Irrelevant"
- "Paul Heyman Guy"

### Musiche d'ingresso
- We Are One dei 12 Stones (2010–2011; usata come membro del Nexus)
- This Fire Burns dei Killswitch Engage (2011; usata come membro del New Nexus)
- Death Blow dalla VideoHelper Production Library (2011; usata in coppia con David Otunga)
- All About the Power composta da Jim Johnston (2011; usata in coppia con David Otunga)
- And the Horse He Rode in On dei Reluctant Hero (6 ottobre 2011–16 maggio 2013)
- Reborn di Jim Johnston (2013–2016)
- Meat On the Perfect Table di Jim Johnston (2014; usata in coppia con Ryback)
- Outcast dei CFO$ (2016; usata come membro dei Social Outcasts)
- I Came to Play dei Downstait (2017–2018; usata come membro del Miztourage)
- Battlescars dei CFO$ feat. KIT (2018; usata come membro del B-Team)
- Go, Go, Go dei CFO$ (2018–2020; usata come membro del B-Team)

## Titoli e riconoscimenti
- Florida Championship Wrestling

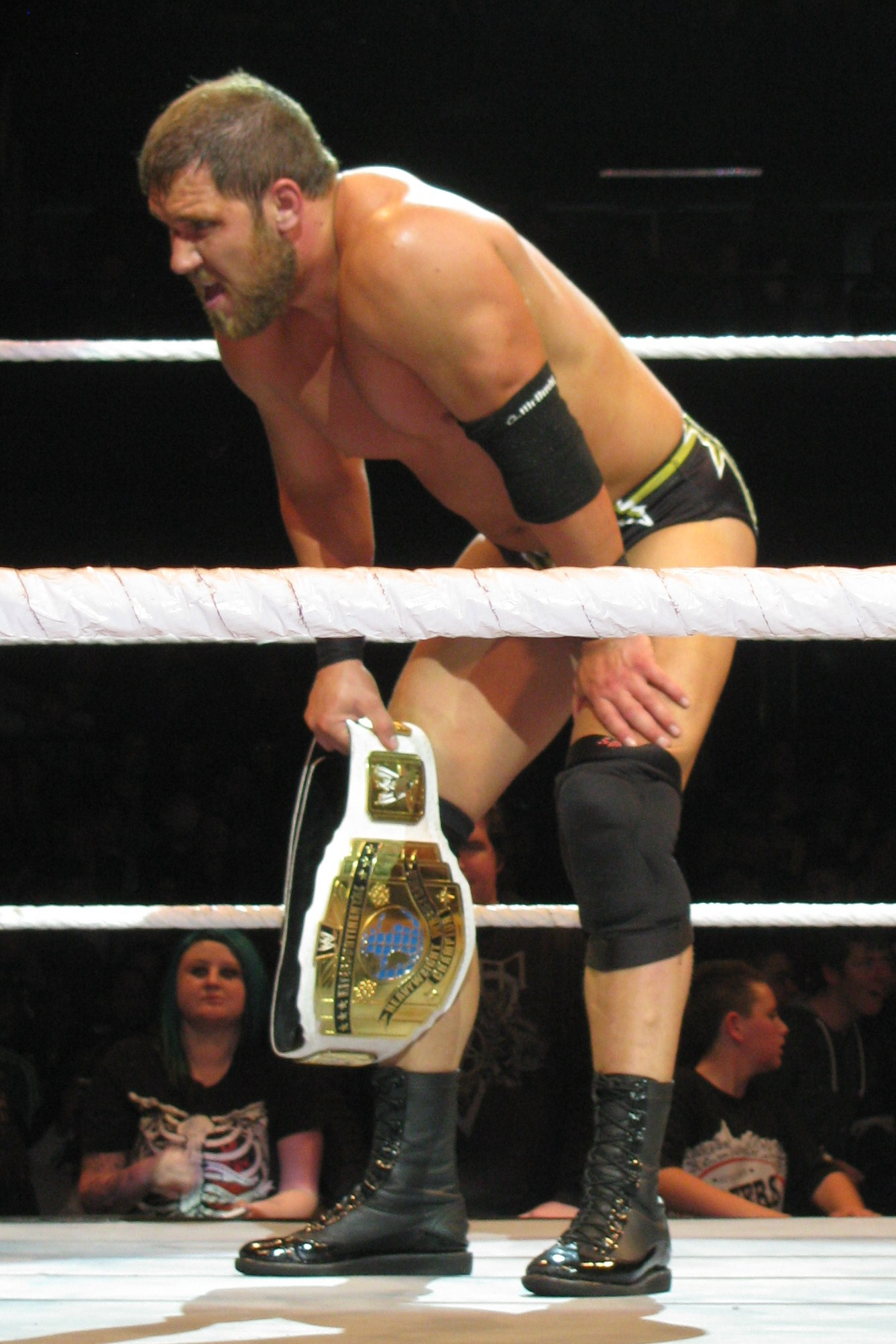
Axel con l'Intercontinental Championship, titolo che ha detenuto una volta con 155 giorni di regno

  - FCW Florida Heavyweight Championship (1)
  - FCW Florida Tag Team Championship (4) – con Brett DiBiase (1), Gabe Tuft (1), Heath Miller (1) e Kaval (1)
- Pro Wrestling Illustrated
  - Rookie of the Year (2008)
  - Feud of the Year (2010) - Nexus vs. WWE
  - Most Hated Wrestler of The Year (2010) - come membro del Nexus
  - 47º tra i 500 migliori wrestler singoli nella PWI 500 (2013)
- WWE
  - WWE Intercontinental Championship (1)
  - WWE Raw Tag Team Championship (2)[36] – con Bo Dallas (1) e David Otunga (1)

## Filmografia
- Presa mortale 5 - Scontro letale (The Marine 5: Battleground), regia di James Nunn (2017)